# Steve Zolotow
Steve Zolotow (30 maart 1945) is een Amerikaans professioneel pokerspeler. Hij won onder meer het $5.000 Chinese Poker-toernooi van de World Series of Poker 1995 (goed voor een hoofdprijs van $112.500,-) en het $3.000 Pot Limit Hold'em-toernooi van de World Series of Poker 2001 (goed voor $243.335,-).
Zolotow verdiende tot en met juli 2015 meer dan $2.250.000,- in pokertoernooien (cashgames niet meegerekend).

## Wapenfeiten
Zolotow maakte in november 1984 zijn entree in de wereld van het professionele poker, met een zesde plaats in het $5.000 Pot Limit Omaha-toernooi van de Grand Prix of Poker in Las Vegas. Zes maanden later won hij op de World Series of Poker (WSOP) van 1985 zijn eerste WSOP-geldprijs. Eveneens in een Omaha-toernooi. Het bleek het begin van een reeks die op de World Series of Poker 2010 leidde naar zijn veertigste (en 41e en 42e) WSOP-cash.
Zolotow haalde op de World Series of Poker 1995 voor de vijfde keer een WSOP-finaletafel. Daar liep hij deze keer voor het eerst als winnaar vanaf. Vervolgens kwam hij tot nog zes finaletafels voor in 2001 de twaalfde in totaal goed was voor zijn tweede WSOP-titel. In de tussentijd was hij ook twee keer derde en twee keer vierde geworden, onder meer in twee 2-7 Draw-toernooien. Op de World Series of Poker 2004 haalde Zolotow ook zijn eerste WSOP-finaletafel in een Omaha High/Low-toernooi, op de World Series of Poker 2008 zijn eerste in H.O.R.S.E. en op de World Series of Poker 2010 zijn eerste in 7 Card Stud High/Low.
Zolotow werd op 10 november 2002 veertiende in het $3.000 No Limit Hold'em - Main WPT Event van de 3rd Annual 49'er Gold Rush Bonanza in San Francisco. Dat was de eerste keer dat hij zich naar prijzengeld speelde op een toernooi van de World Poker Tour (WPT). Het $10.000 No Limit Hold'em - Championship Event van Festa Al Lago 2010 in Las Vegas vormde (op één maand na) acht jaar later het decor van zijn tiende WPT-geldprijs. Hij werd onder meer vierde op de $7.000 Limit Hold'em Championship Final Day van de WPT Partypoker.com Million III Limit Hold'em Cruise 2004, goed voor $259.684,- aan prijzengeld.
Zolotow won ook verschillende toernooien die niet tot de WSOP of WPT behoren, zoals het $5.000 Chinese Poker-toernooi van de Hall of Fame Poker Classic 1995 in Las Vegas (goed voor $65.250,-), het $2.000 Limit Texas Hold'em-toernooi van The Third Annual Jack Binion World Poker Open 2002 in Tunica (goed voor $72.944,-) en het A$5.000 Pot Limit Omaha-toernooi van de Aussie Millions 2004 (goed voor $63.743,-).

## WSOP-titels
| Jaar                       | Toernooi                 | Prijs      |
| -------------------------- | ------------------------ | ---------- |
| World Series of Poker 1995 | $5.000 Chinese Poker     | $112.500,- |
| World Series of Poker 2001 | $3.000 Pot Limit Hold'em | $243.335,- |